# Songs from Our TV Shows
Songs from Our TV Shows is het soundtrackalbum van The Chipmunks, gemaakt voor het tweede seizoen van het televisieprogramma Alvin and the Chipmunks.

## Nummers
1. "We're The Chipmunks" - 0:59
2. "Uptown Girl" (Billy Joel) – 3:13
3. "Surfin' U.S.A." (The Beach Boys) – 1:56
4. "I Give Up On You" – 2:29
5. "There's No Rock & Roll On Mars" – 2:31
6. "Witch Doctor" – 2:22
7. "Beat It" (Michael Jackson) – 3:22
8. "The 'C' Team" – 2:31
9. "It's A Jungle Out There" – 2:15
10. "It's My Party" (Lesley Gore) – 2:23
11. "Pump, Pump, Pump" – 2:52
12. "Girls Just Want To Have Fun" (Cyndi Lauper) – 3:16
13. "Captain Chipmunk" – 2:23

## Band
Alvin Seville: Hoofdzanger

Simon Seville: Leidend achtergrondzanger

Theodore Seville: Bijstemmen/Achtergrondzanger